# 埃利诺拉小堂
43°46′9.02″N 11°15′22.74″E / 43.7691722°N 11.2563167°E

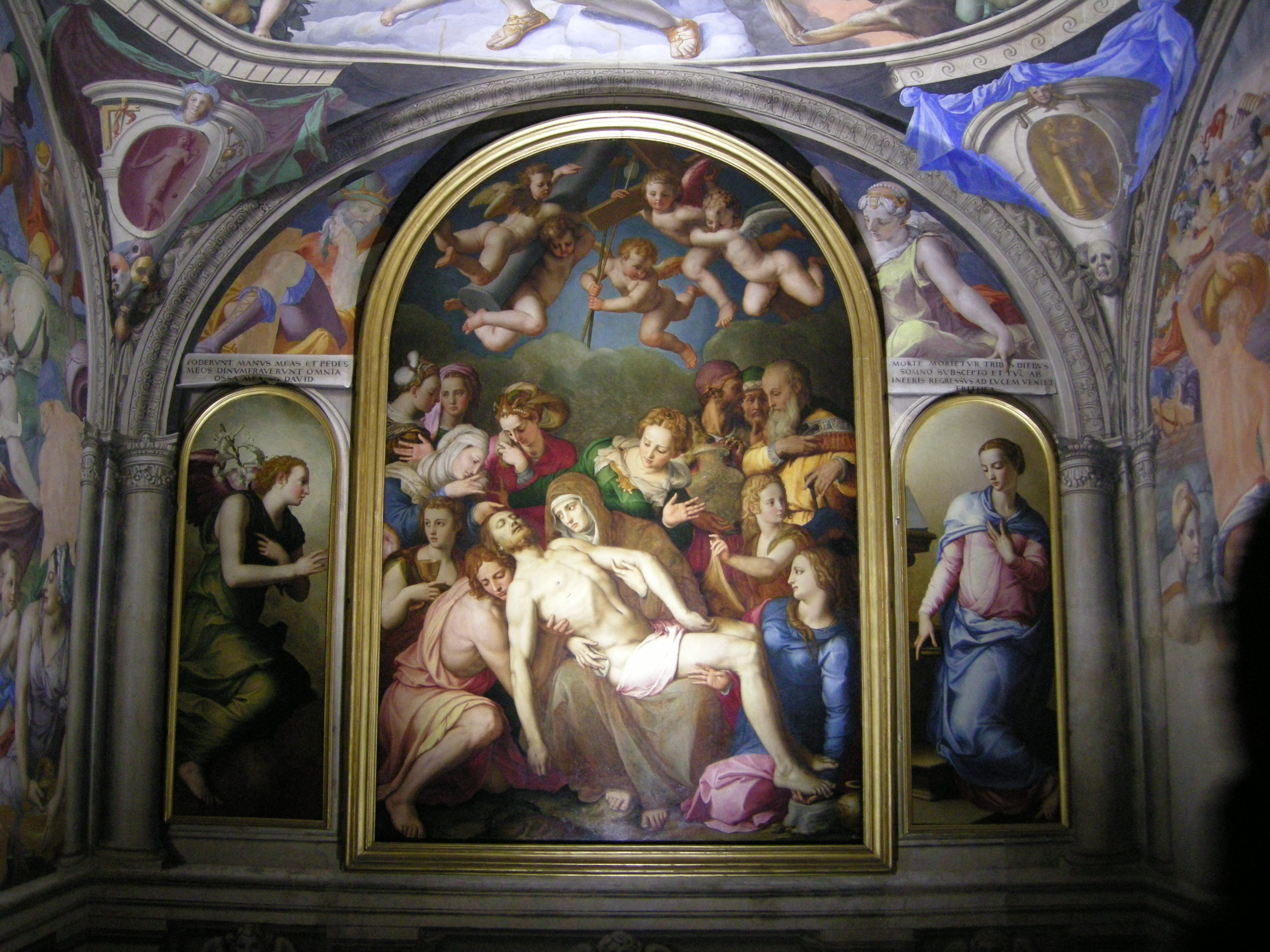
埃利诺拉小堂

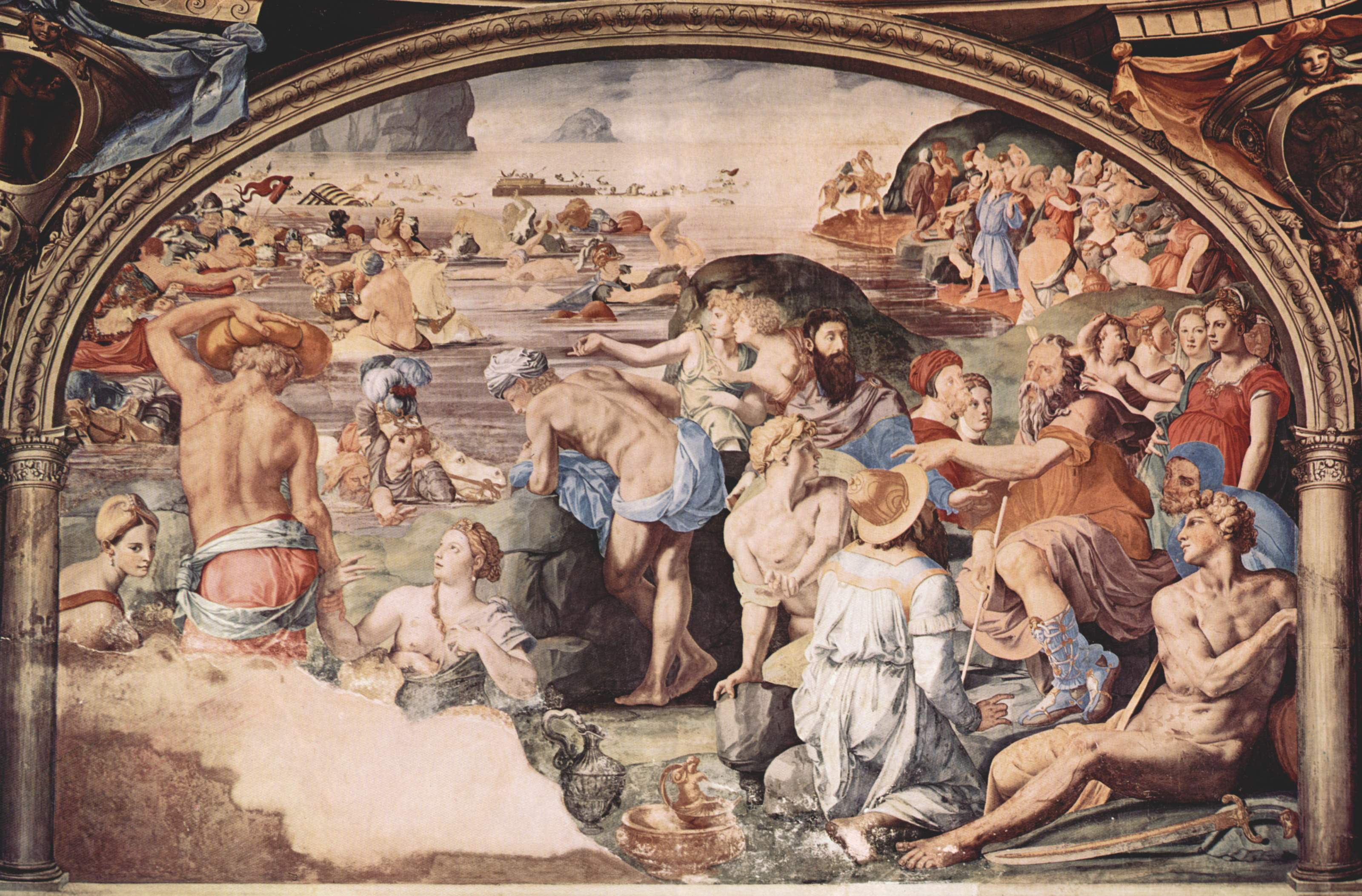
布龙齐诺, Passaggio del Mar Rosso

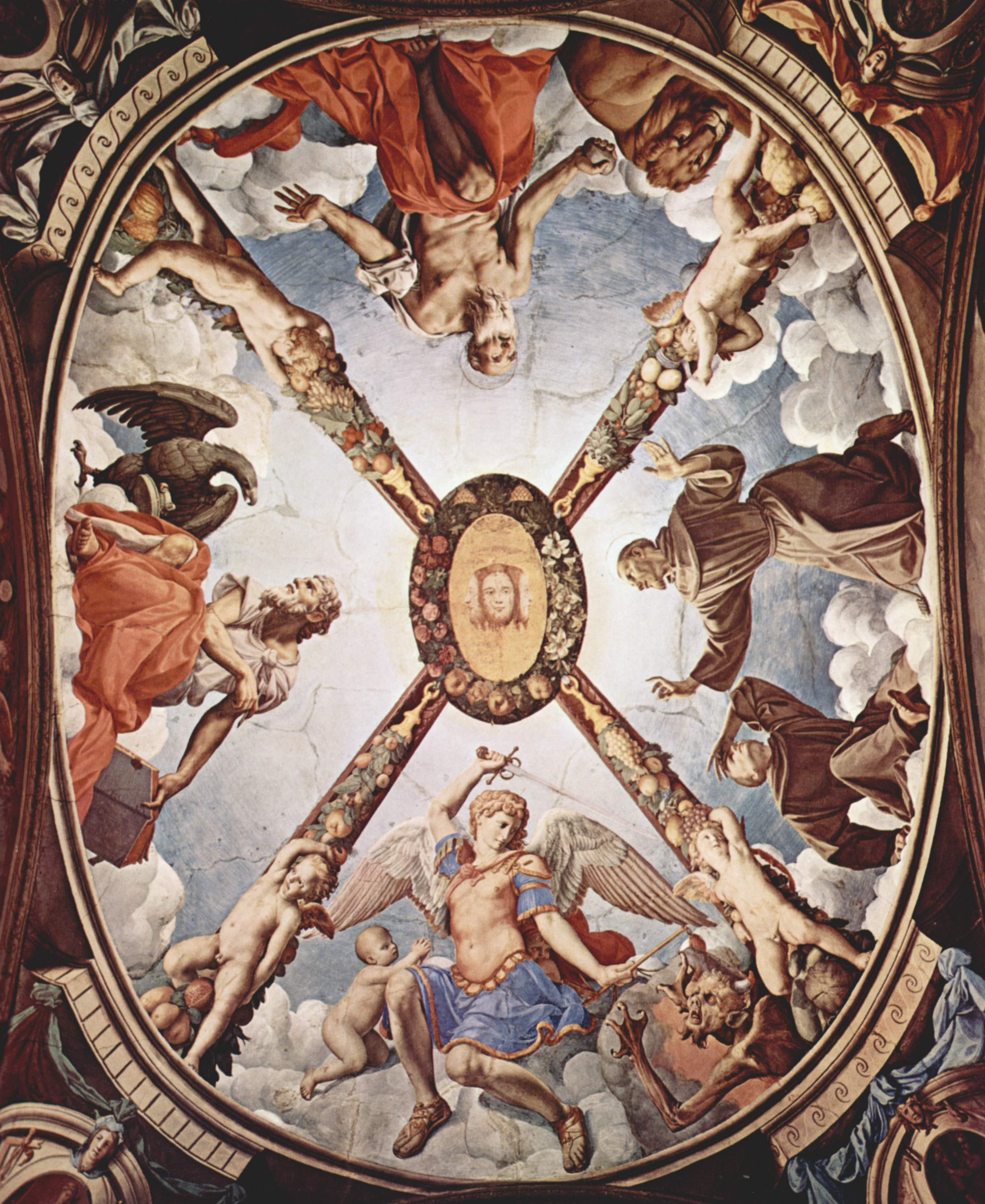
布龙齐诺,埃利诺拉小堂天花板

埃利诺拉小堂（Cappella di Eleonora）是佛罗伦萨旧宫的一个房间, 位于二楼，由乔凡·巴蒂斯塔·德尔·塔索和乔尔乔·瓦萨里 为科西莫一世·德·美第奇的妻子托莱多的埃利诺拉公爵夫人设计。这座小堂非常重要，因为这里布满了布龙齐诺绘制的湿壁画杰作。
小堂建于1540-1545年。入口建于1543年左右，可能是由巴托洛梅奥·阿玛纳蒂设计。

## 天花板
天花板上描绘的是“圣若望”、“战胜魔鬼的天使圣弥额尔”、“圣方济各”和“圣热罗尼莫”。

## 墙壁
墙上绘有圣经故事。